# Landreva zola
Landreva zola är en insektsart som beskrevs av Fernando 1964. Landreva zola ingår i släktet Landreva och familjen syrsor. Inga underarter finns listade i Catalogue of Life.